# Испанская рождественская лотерея
Испанская рождественская лотерея (Sorteo Extraordinario de Navidad, также Lotería de Navidad) — ежегодная испанская национальная лотерея, проводится ежегодно с 1812 года отделением Государственной Администрации Испании. Впервые название Sorteo de Navidad было использовано в 1892 году.
Испанская рождественская лотерея является второй самой старой постоянной лотереей в мире. Розыгрыш не прерывался на время Гражданской войны в Испании, а лишь был перенесен в Валенсию, так как республиканцы были вынуждены покинуть столицу Мадрид. После свержения республиканцев лотерея продолжила своё существование во время режима Франко.
Испанская рождественская лотерея считается самой крупной в мире по размеру призового фонда. Согласно данным от 2012 года, если бы все билеты были проданы, общая сумма выплаченных призов составила бы €2,52 миллиарда евро (70 % дохода от продаж билетов). Общая сумма призов первой категории под названием El Gordo («толстяк») составила €720 миллионов евро, эта сумма была распределена между 180 выигрышными билетами, каждый из которых получил по €4 миллиона евро.
В розыгрыше 2013 года количество серий было изменено с 180 до 160, и общий призовой фонд составил €2,24 миллиарда евро (по-прежнему 70 % дохода от продажи билетов).

## Номера билетов и призы
Испанский рождественский розыгрыш основан на 5-значных номерах билетов, также как и обычный розыгрыш испанской национальной лотереи. По причине невероятной популярности лотереи каждый билет печатается несколько раз, несколькими так называемыми сериями. Каждому билету присваивается 5-значный номер и сохраняется за этим билетом в нескольких сериях. Например, билет с номером 00001 печатается несколько раз в различных сериях. Каждый билет стоит €200 евро. Так как цена достаточно высока, билеты также разбиваются на десятины. Цена одной десятины равна €20 евро, приз по выигрышному билету в случае покупки десятины выплачивается в количестве 10 % от общего выигрыша по билету.
Серия — Каждый билет напечатан множество раз с различными номерами серий. 

Билет — стоит €200 евро — Весь билет с пятизначным номером, состоит из 10 десятин (десятая часть билета).

Десятина — стоит €20 евро — одна десятая часть билета. Большинство игроков покупают десятину.
Существует возможность приобрести ещё меньшую часть билета, как индивидуально, так и через организацию. Такая часть называется «вкладом». Многие организации приобретают билеты и затем делят и перепродают «вклады» своим клиентами или персоналу. Обычно в цену таких частей билета включены благотворительные взносы. Покупатели таких «вкладов» расписываются в подтверждение взноса. Если билет оказывается выигрышным, приз распределяется между игроками, приобретавшими «вклады» по этому билету, в соответствии с их взносами.
Большинство испанцев покупают хотя бы минимальную часть лотерейного билета Рождественского Розыгрыша каждый год, даже если они не участвуют в лотереях в течение остального времени. Билетами принято обмениваться с семьей, знакомыми или приобретать у работодателя.
В 2013 году в розыгрыше участвовали 160 серий по 100.000 билетов (от 00000 до 99999), каждый стоимостью €200 евро. Если бы были проданы все билеты, общий доход от продаж составил бы €3,2 миллиарда евро, и призовой фонд бы составил €2,24 миллиарда евро (70 % от продаж). Для каждой серии структура призов такова:
| Количество         | Приз               | Описание                                                                                                 | Всего          |
| ------------------ | ------------------ | --- | -------------- |
| 1                  | €4.000.000         | El Gordo (Приз 1-й категории)                                                                            | €4.000.000     |
| 1                  | €1.250.000         | Приз 2-й категории                                                                                       | €1.250.000     |
| 1                  | €500.000           | Приз 3-й категории                                                                                       | €500.000       |
| 2                  | €200.000           | Призы 4-й категории                                                                                      | €400.000       |
| 8                  | €60.000            | Призы 5-й категории                                                                                      | €480.000       |
| 1.794              | €1.000             | La Pedrea                                                                                                | €1.794.000     |
| 2                  | €20.000            | Для 2х номеров перед и после номера, выигравшего в 1-й категории (примерно)                              | €40.000        |
| 2                  | €12.500            | Для 2х номеров перед и после номера, выигравшего во 2-й категории (примерно)                             | €25.000        |
| 2                  | €9,600             | Для 2х номеров перед и после номера, выигравшего в 3-й категории (примерно)                              | €19.200        |
| 99                 | €1.000             | Для 99 номеров, первые 3 цифры которых совпали с номером, выигравшим в 1-й категории                     | €99.000        |
| 99                 | €1.000             | Для 99 номеров, первые 3 цифры которых совпали с номером, выигравшим во 2-й категории                    | €99.000        |
| 99                 | €1.000             | Для 99 номеров, первые 3 цифры которых совпали с номером, выигравшим в 3-й категории                     | €99.000        |
| 198                | €1,000             | Для 99 номеров, первые 3 цифры которых совпали с каждым из номеров, выигравших в 4-й категории           | €198.000       |
| 999                | €1.000             | Для 999 номеров, последние 2 цифры которых совпали с номером, выигравшим в 1-й категории                 | €999.000       |
| 999                | €1.000             | Для 999 номеров, последние 2 цифры которых совпали с номером, выигравшим во 2-й категории                | €999.000       |
| 999                | €1.000             | Для 999 номеров, последние 2 цифры которых совпали с номером, выигравшим в 3-й категории                 | €999.000       |
| 9.999              | €200               | Для 9.999 номеров, последняя цифра которых совпала с номером, выигравшим в 1-й категории (возврат денег) | €1.999.800     |
|                    |                    | |                |
| Всего в серии      | Всего в серии      | Всего в серии                                                                                            | €14.000.000    |
| Всего в 160 сериях | Всего в 160 сериях | Всего в 160 сериях                                                                                       | €2.240.000.000 |

В 2012 году приз 1-й категории El Gordo выиграл номер 76058. Номера 76057 и 76059 соответственно получили примерно по €20.000. В дополнение к этому все номера от 76000 и 76099 (за исключением номера El Gordo) получили приз в размере €1.000 в категории совпадения 3 первых цифр с выигрышным билетом. Все номера, заканчивающиеся на «58» (за исключением выигрышного номера) получили приз в размере €1.000, и все номера, заканчивающиеся на «8» (за исключением выигрышного) получили возврат денег в размере €200.
Точное количество билетов, серий и их стоимость может меняться. Например, в 2004 году было 66.000 различных номеров и 195 серий. В 2005 году 85.00 номеров и 170 серий, в 2006 году количество серий увеличилось до 180. Начиная с 2011 года количество различных номеров билетов равняется 100.000, количество серий составляет 180. Распределение призов также может меняться, как например в 2002 году с введением Евро, или в 2011 году, когда приз El Gordo увеличился с €3.000.000 до €4.000.000, приз 2-й категории с €1.000.000 до €1.250.000, призы 5-й категории с €50.000 до €60.000, и были добавлены ещё 20 категорий по €1.000. В 2013 году количество серий уменьшилось с 180 до 160.

## Розыгрыш
Начиная с 18 сентября 1812 года Рождественский розыгрыш проводится по одной и той же схеме из года в год. В прошлом тираж проводился в зале Lotería Nacional в Мадриде. В 2010 и 2011 годах розыгрыш праздновался в Palacio Municipal de Congresos de Madrid, а в 2012 в Teatro Real также в Мадриде. Ученики школы San Ildefonso(до этого их роль исполняли сироты погибших при исполнении служебного долга) вытягивали номера и соответствующие им призы, пропевая результаты вслух перед публикой. До 1984 года в проведении розыгрыша участвовали только мальчики из школы San Ildefonso. В 1984 году Моника Родригес стала первой девочкой, исполнявшей результаты лотереи, включая приз 4-й категории размером в 25 миллионов Испанских песет. Существует обычай победителям жертвовать часть своего выигрыша школе San Ildefonso. Публика, присутствующая при розыгрыше, экстравагантно одевается в костюмы с лотерейной тематикой. Государственный телеканал Televisión Española и радиоканал Radio Nacional de España, а также другие средства массовой информации транслируют тираж в реальном времени 22 декабря.
В тираже используются два лотерейных аппарата. Первый содержит 100.000 маленьких деревянных шариков, каждый с уникальным 5-значным номером от 00000 до 99999. Второй маленький аппарат содержит 1.807 деревянных шаров, на каждом из них указан приз в евро:
- 1 шар с первым призом el Gordo.
- 1 шар с призом 2-й категории.
- 1 шар с призом 3-й категории.
- 2 шара с призом 4-й категории.
- 8 шаров с призом 5-й категории.
- 1,794 шаров с меньшими призами под названием la Pedrea, дословно переводится как обвал.

На сегодняшний день надписи на деревянных шарах делаются с помощью лазера, чтобы исключить возможность изменения веса шаров. Каждый из них весит 3 грама и обладает диаметром в 18,8 мм. Перед тем, как забросить шары в аппарат, организаторы предоставляют возможность публике проверить все шары и убедиться, что номера каждого игрока участвуют в розыгрыше.
Во время розыгрыша, из каждого аппарата одновременно вытягиваются по 2 шара. Один школьник исполняет выигрышный номер билета, другой школьник исполняет соответствующий ему приз. Этот процесс повторяется до тех пор, пока не будут вытянуты все призовые шары. Так как призов достаточно много, розыгрыш занимает несколько часов. Школьники участвуют в тираже посменно.
В каждом шаре просверлено отверстие, с его помощью вытянутые шары вывешиваются на провода для всеобщего обзора. Когда вытягивается большой приз, оба ученика пропевают номера несколько раз, показывают шары комитету и затем подносят к статической видеокамере, прежде чем поместить на провод рядом с остальными шарами. Несмотря на то, что шары вытягваются случайным образом, дети, которые вытягивают крупные призы, награждаются аплодисментами. Кроме призов, вытянутых из лотерейных аппаратов, призы по некоторым категориям определяются в соответствии с выигрышными номерами (смотри таблицу выше).
Система двух лотерейных аппаратов считается традиционной для испанских лотерей, но на данный момент подобная структура используется только в рождественском розыгрыше. Остальные еженедельные тиражи в течение года проводятся с использованием 5ти лотерейных аппаратов, в каждом из которых вращается по 10 шаров (с номерами от 0 до 9), из которых составляется выигрышная комбинация.
Вероятность выиграть не менее стоимости билета равна 10 % (достаточно угадать последнюю цифру билета), шанс на выигрыш больше равен примерно 5,3 %. Структура призов увеличивает возможность выиграть по сравнению с другими лотереями, и существует мнение, что призы рождественского розыгрыша равномерно распределяются по территории всей Испании. Шанс на выигрыш первого приза El Gordo равен 1 из 100.000 или 0,001 %, в то время как шанс на выигрыш джекпота лотереи Евро Миллионы равен 1 из 116.531.800 или 0,0000000086 %.
Игроки, которым не повезло, обычно комментируют результаты, отмечая что «самое важное в жизни — это здоровье, а потом уже деньги». Те игроки, которые выигрывают стоимость билета, обычно инвестируют свой приз в покупку билета лотереи Sorteo de El Niño, второго по популярности испанского розыгрыша, который проводится 6 января.

## El Gordo
Кульминацией розыгрыша является момент, когда вытягивается первый приз — El Gordo. Лотерейные киоски обычно продают билеты с одним или двумя разными номерами, таким образом очень часто обладатели первого приза живут в одном и том же городе или работают в одной и той же компании. В 2011 году все билеты, выигравшие El Gordo, были проданы в городе Граньен с населением около 2.000 человек. В 2010 году часть приза в €414 миллионов евро досталась Барселоне, остальные €585 миллионов евро распределились между Мадридом, Тенерифе, Аликанте, Валенсией, Сарагосой, Касересом и Гипускоа. В 2006 году, выигрышные билеты были проданы в множестве торговых точек по всей Испании, в то время как номер, выигрышный во второй призовой категории (€100.000 за десятину) были проданы только в киоске в Пуэрта-дель-Сол в центре Мадрида. В 2005 году билеты с выигрышным номеров были проданы в городе Вик в Каталонии с населением в 37.825 человек, жители которого разделили между собой около €500 миллионов евро (€300.000 по каждой выигрышной десятине).
Типичная ошибка игроков, не говорящих по-испански, заключается в том, что термин El Gordo ассоциируется исключительно с рождественским розыгрышем. Многие считают, что El Gordo — это название лотереи. Однако, настоящее значение термина El Gordo — первый приз (дословно как «толстяк»). Другие лотереи также могут содержать в названии слово El Gordo. Например, еженедельная лотерея El Gordo de la Primitiva, не имеющая ничего общего с рождественским розыгрышем, за исключением компании-организатора — Loterías y Apuestas del Estado.